# Gabriela Suvová
Gabriela Suvová-Lehka, née le 8 février 1972 à Jablonec nad Nisou, est une biathlète tchèque. 

## Carrière
Elle commence sa carrière sous les couleurs tchécoslovaques, remportant une médaille de bronze par équipes aux Championnats du monde 1992. En 1992, elle court aussi les Jeux olympiques d'Albertville, se classant 18e du sprint.
Dans la Coupe du monde, elle est montée sur un podium lors de l'individuel de Ruhpolding en janvier 1992. En 1994, elle dispute ses dernières courses au niveau international, faisant ses adieux aux Jeux olympiques de Lillehammer.

## Palmarès

### Jeux olympiques d'hiver
| Nat.            | Épreuve / Édition   | Individuel | Sprint | Relais |
| --------------- | ------------------- | ---------- | ------ | ------ |
| Tchécoslovaquie | JO 1992 Albertville | 56e        | 18e    | 8e     |
| Tchéquie        | JO 1994 Lillehammer | -          | 63e    | -      |

Légende :
- — : pas de participation à l'épreuve.

### Championnats du monde
- Médaille de bronze par équipes en 1992 à Novossibirsk.

### Coupe du monde
- 1 podiums individuels : 1 deuxième place.
- 1 podium en relais.